# Herrarnas fristående i gymnastik vid olympiska sommarspelen 2024
Herrarnas fristående i gymnastik vid olympiska sommarspelen 2024 avgjordes den 27 juli och 3 augusti 2024 i Percy Arena i Paris. 63 gymnaster från 27 nationer deltog i kvalet varifrån de 8 bästa från 7 nationer tog sig till finalen. Det var 22:e gången grenen fanns med i ett OS och den har funnits med i varje OS sedan 1932.
Herrarnas fristående avgjordes i två rundor, kval och final. I kvalrundan, som fungerade som kval för alla grenar inom manlig artistisk gymnastik, rankades de 63 gymnasterna som genomförde en övning i redskapet och de som hamnade på de första 8 platserna, med max två från samma nation, tog sig vidare till finalen. I finalen raderades kvalets resultat och gymnasterna återigen genomförde en övning.
I finalen vann Carlos Yulo guldet med 15,000 poäng. Silvret gick till Artem Dolgopyat på 14,966 poäng och Jake Jarman fick bronset med 14,933 poäng.

## Deltagare
Totalt fanns det 96 kvotplatser till manlig artistisk gymnastik vid OS 2024. De nationella olympiska kommittérna kunde kvalificera med max 5 gymnaster (plus tre reserver).
De 12 nationerna som kvalificerade sig till lagtävlingen fick skicka 5 gymnaster var till tävlingen, vilket totalt var 60 av 96 kvotplatser. De nationerna var de tre bästa lagen vid världsmästerskapen i artistisk gymnastik 2022 (Kina, Japan och Storbritannien) och de nio bästa lagen (exklusive de som redan kvalificerat sig) vid världsmästerskapen 2023 (USA, Kanada, Tyskland, Italien, Schweiz, Spanien, Turkiet, Nederländerna och Ukrain).
De återstående 36 kvotplatserna delades ut individuellt.  Dessa platser fylldes genom olika kriterier baserade på bland annat världsmästerskapen 2023, FIG:s världscupserie i artistisk gymnastik 2024 och kontinentala mästerskap.
De 96 gymnasterna i herrarnas artistisk gymnastik hade rätt att delta i alla grenars kval förutom lagmångkampen. 63 gymnaster valde att kvala i fristående och av dem tog sig 8 till finalen.

## Schema
Alla tider är CET.
| Datum     | Tid   | Omgång | Grupp   |
| --------- | ----- | ------ | ------- |
| 27 juli   | 11:00 | Kval   | grupp 1 |
| 27 juli   | 15:30 | Kval   | grupp 2 |
| 27 juli   | 20:00 | Kval   | grupp 3 |
| 3 augusti | 15:30 | Final  | –       |

## Kval
Av de 63 deltagande gymnasterna i friståendekvalet tog sig de åtta bästa, plus tre reserver, till finalen:
| D-poäng | = Svårighetsgrad (Difficulty) |
| E-poäng | = Genomförande (Execution)    |

| Plac.     | Gymnast                | D-poäng | E-poäng | Straff | Totalt | Anm. |
| --------- | ---------------------- | ------- | ------- | ------ | ------ | ---- |
| 1         | Jake Jarman (GBR)      | 6,6     | 8,366   |        | 14,966 | Q    |
| 2         | Carlos Yulo (PHI)      | 6,3     | 8,466   |        | 14,766 | Q    |
| 3         | Rayderley Zapata (ESP) | 6,3     | 8,300   |        | 14,600 | Q    |
| 4         | Illia Kovtun (UKR)     | 6,2     | 8,333   |        | 14,533 | Q    |
| 5         | Luke Whitehouse (GBR)  | 6,5     | 8,033   |        | 14,533 | Q    |
| 6         | Zhang Boheng (CHN)     | 6,1     | 8,366   |        | 14,466 | Q    |
| 7         | Artem Dolgopyat (ISR)  | 6,4     | 8,066   |        | 14,466 | Q    |
| 8         | Milad Karimi (KAZ)     | 6,3     | 8,133   |        | 14,433 | Q    |
| 9         | Shinnosuke Oka (JPN)   | 5,8     | 8,533   |        | 14,333 | R1   |
| 10        | Ryu Sung-hyun (KOR)    | 6,6     | 7,666   |        | 14,266 | R2   |
| 11        | Joel Plata (ESP)       | 5,7     | 8,466   |        | 14,166 | R3   |
| Referens: |                        |         |         |        |        |      |

Resarverna för friståendefinalen var:
1. Shinnosuke Oka (JPN)
2. Ryu Sung-hyun (KOR)
3. Joel Plata (ESP)

## Final
| Plac.     | Gymnast                | D-poäng | E-poäng | Straff | Totalt |
| --------- | ---------------------- | ------- | ------- | ------ | ------ |
| 1         | Carlos Yulo (PHI)      | 6,600   | 8,400   |        | 15,000 |
| 2         | Artem Dolgopyat (ISR)  | 6,400   | 8,566   |        | 14,966 |
| 3         | Jake Jarman (GBR)      | 6,600   | 8,333   |        | 14,933 |
| 4         | Illia Kovtun (UKR)     | 6,200   | 8,333   |        | 14,533 |
| 5         | Milad Karimi (KAZ)     | 6,300   | 8,200   |        | 14,500 |
| 6         | Luke Whitehouse (GBR)  | 6,300   | 8,166   |        | 14,466 |
| 7         | Rayderley Zapata (ESP) | 6,200   | 8,233   | 0,100  | 14,333 |
| 8         | Zhang Boheng (CHN)     | 6,100   | 8,133   | 0,300  | 13,933 |
| Referens: |                        |         |         |        |        |